# Britt Ekland
Britt Ekland, właściwie Britt-Marie Eklund (ur. 6 października 1942 w Sztokholmie) – szwedzka aktorka, scenarzystka i reżyserka filmowa, która dłuższy czas przebywała w Wielkiej Brytanii. Znana m.in. z roli dziewczyny Bonda w filmie Człowiek ze złotym pistoletem.

## Życiorys

### Wczesne lata
Urodziła się w Sztokholmie, w Szwecji jako córka sekretarki Mai Britt i Svena Axela Eklunda, który prowadził ekskluzywny sklep odzieżowy w Sztokholmie i był kapitanem szwedzkiej reprezentacji curlingowej. Jej matka zmarła na chorobę Alzheimera w 1980 roku, co miało na nią ogromny wpływ.
Dorastała z trzema młodszymi braćmi. Jako nastolatka opuściła szkołę, aby podróżować z teatrem i została zauważona w kawiarni we Włoszech przez agenta talentów, który wysłał ją do Londynu na przesłuchanie do filmu.

### Kariera
Debiutowała na dużym ekranie rolą przyjaciółki Edvardy w szwedzkim filmie Krótkie jest lato (Kort är sommaren, 1962) z Liv Ullmann. W roku 1966 po raz pierwszy otrzymała rolę w filmie amerykańskim u boku Petera Falka w dramacie kryminalnym Zbyt wiele kradzieży (Too Many Thieves). Rok później zdobyła nominację do nagrody Złotego Lauru jako Nowa Twarz Kobieca 1967.
Stała się znana ze swojego małżeństwa z brytyjskim aktorem i komediantem Peterem Sellersem, z którym zagrała w dwóch komediach: Polowanie na lisa (Caccia alla volpe/After the Fox, 1966) i Bobo (1967). Emanowała nieskrępowanym erotyzmem jako ponętna barmanka Willow w horrorze Kult (The Wicker Man, 1973), a scena gdy tańczy nago śpiewając pogańską piosenkę i próbując tym samym uwieść podglądającego ją policjanta należy do najbardziej erotycznych w historii kina grozy. Popularność zapewniła jej rola Mary Goodnight, niezbyt rozgarniętej agentki brytyjskiego wywiadu, która razem z agentem 007 Jamesem Bondem (Roger Moore) po wielu perypetiach niweczy plany Scaramangi (Christopher Lee) na Dalekim Wschodzie w filmie Człowiek ze złotym pistoletem (The Man with the Golden Gun, 1974). Debiutowała jako reżyserka serialu TV Bara med Britt, 1992). Była gospodarzem programu TV-BBC Kocham lata 70. (I Love The 70s, 2000).
Na ekranie sportretowała ją Charlize Theron w biograficznym dramacie Życie i śmierć Petera Sellersa (The Life and Death of Peter Sellers, 2004).
Była na okładkach magazynów takich jak  „Hola!” (w lutym 1967), „Vogue” (w lipcu 1967), „Ciné Télé Revue” (we wrześniu 1968), „Fotogramas” (w październiku 1968), „Film” (w listopadzie 1970) czy „People” (w marcu 1980).

## Życie prywatne
19 lutego 1964 poślubiła Petera Sellersa, z którym ma córkę Victorię (ur. 20 stycznia 1965). 18 grudnia 1968 para rozwiodła się.
Ze związku z producentem muzycznym i menadżerem Lou Adlerem (1972–1974) ma syna Nikolaja Adlera (ur. 1973). 
20 marca 1984 wyszła za mąż za perkusistę popularnego w latach 80. zespołu rockowego Stray Cats – Slima Jima Phantoma, z którym ma syna T.J. McDonnella (ur. 1988). W 1992 doszło do rozwodu.

## Filmografia

### Filmy fabularne
| Rok  | Tytuł                                                               | Rola                           | Reżyser                       |
| ---- | ------------------------------------------------------------------- | ------------------------------ | ----------------------------- |
| 1960 | Żołnierski blues (G.I. Blues)                                       | Britta                         | Norman Taurog                 |
| 1962 | Torreadorzy i złodzieje (The Happy Thieves)                         | Pani Pickett                   | George Marshall               |
| 1962 | Krótkie lato (Kort är sommaren)                                     | Przyjaciółka Edvardy           | Bjarne Henning-Jensen         |
| 1963 | Commandant X (The Commandant)                                       | Iris                           | Paolo Heusch                  |
| 1963 | Nagroda (The Prize)                                                 | Nudystka                       | Mark Robson                   |
| 1964 | Marsz na tyły (Advance to the Rear)                                 | Greta                          | George Marshall               |
| 1966 | Polowanie na lisa (Caccia alla volpe)                               | Gina Romantica                 | Vittorio De Sica              |
| 1967 | Podwójny agent (The Double Man)                                     | Gina                           | Franklin J. Schaffner         |
| 1967 | Bobo (The Bobo)                                                     | Olimpia Segura                 | Robert Parrish, Peter Sellers |
| 1968 | Noc w którą zamordowano Minsky’ego (The Night They Raided Minsky's) | Rachel Elizabeth Schpitendavel | William Friedkin              |
| 1971 | Dopaść Cartera (Get Carter)                                         | Anna Fletcher                  | Mike Hodges                   |
| 1973 | Baxter!                                                             | Chris Bentley                  | Lionel Jeffries               |
| 1973 | Kult (The Wicker Man)                                               | Willow                         | Robin Hardy                   |
| 1974 | Człowiek ze złotym pistoletem (The Man with the Golden Gun)         | Mary Goodnight                 | Guy Hamilton                  |
| 1975 | Fałszywy król (Royal Flash)                                         | Dutchess Irma                  | Richard Lester                |
| 1977 | Casanova i spółka (Casanova & Co)                                   | Hrabina Trivulzi               | Franz Antel                   |
| 1978 | Krąg namiętnosci (Ring of Passion, TV)                              | Amy Ondra Schmeling            | Robert Michael Lewis          |
| 1978 | Łowcy niewolników (Slavers)                                         | Anna von Erken                 | Jürgen Goslar                 |
| 1979 | Skarb króla Salomona (King Solomon's Treasure)                      | królowa Nyleptha               | Alvin Rakoff                  |
| 1989 | Skandal (Scandal)                                                   | Mariella Novotny               | Michael Caton-Jones           |